# Bahnhof Distelrath
Der Bahnhof Distelrath befindet sich außerhalb des Zentrums von Düren im Vorort Distelrath im Kreis Düren. Der Bahnhof war von Anbeginn der betriebliche Mittelpunkt der Dürener Kreisbahn (DKB). Hier befanden sich neben der Verwaltung die Betriebs- und Hauptwerkstätten der Straßen- und Eisenbahnfahrzeuge und später der Busse. Die in den Bahnhof mündenden Eisenbahnstrecken vom Dürener Bahnhof, von Nörvenich und die Ringbahn hatten jeweils ein Einfahrsignal. Am Bahnhof Distelrath war auch der Übergang in das Stadtnetz der DKB. Die von der Straßenbahn benutzten Gleise des Bahnhofs waren mit 600 Volt Gleichspannung elektrifiziert. Neben dem Personenverkehr auf der Straßenbahn- und den Kleinbahnstrecken diente der Bahnhof insbesondere dem Anschluss des Güterverkehrs zur Reichsbahn und später der Bundesbahn am Bahnhof Düren.
Nachdem die DKB den Personenverkehr 1963 und den Güterverkehr 1971 eingestellt hatte, wurden die Anlagen des Bahnhofs bis auf ein Umsetz- und ein Ladegleis abgebaut, der Betriebshof wurde bis 1978 zu einem reinen Omnibusbetriebshof umgebaut. Erst 1997/98 wurden die Anlagen wieder um eine Betriebs- und Hauptwerkstatt für die Schienenfahrzeuge der Rurtalbahn erweitert.

## Geschichte
Der Bahnhof Distelrath wurde am 6. Oktober 1908 eröffnet. Zunächst verkehrten neben dem Güterverkehr vom und zum Dürener Bahnhof sowie nach Nörvenich – Zülpich die Straßenbahnen in Richtung Innenstadt. Die von Distelrath ausgehenden Linien führten über den Markt nach Rölsdorf und weiter nach Gürzenich beziehungsweise Lendersdorf. Mit der Elektrifizierung von Distelrath bis Merzenich im November 1908 wurde der Straßenbahnverkehr bis dorthin verlängert. Am 1. Mai 1909 fuhr der erste Personenzug von Distelrath über Nörvenich nach Zülpich. Als Zubringer für die Dampfzüge in Richtung Nörvenich diente die Straßenbahn vom Bahnhof Düren bis Distelrath. Auf dieser Linie wurden spezielle Straßenbahnwagen eingesetzt, welche die 2. und 3. Klasse führten und mit einem Packabteil zur Stückgutbeförderung ausgestattet waren.

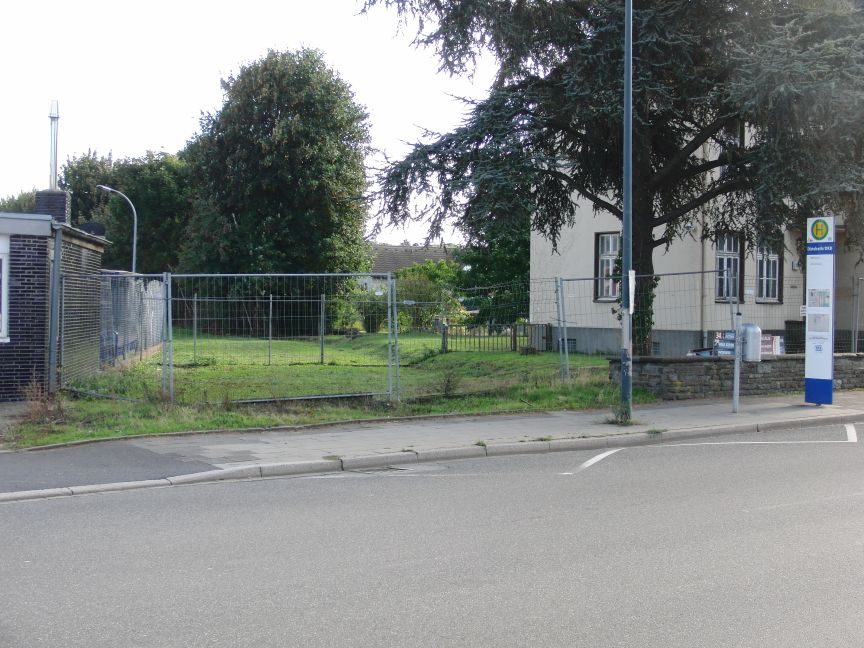
Verlauf des ehemaligen Ausziehgleises im Jahr 2013

Im Jahr 1915 wurde vom Bahnhof Distelrath aus ein Anschlussgleis zur etwa drei Kilometer südlich des Bahnhofs gelegenen im selben Jahr errichteten Luftschiffhalle Düren gebaut.
Ab dem Jahr 1929 bedienten die Straßenbahnlinien 4 (Merzenich – Distelrath – Markt – Jesuitenhof, morgens nach Düren Bahnhof), 5 (Girbelsrath – Distelrath – Markt – Jesuitenhof) und 7 (Düren Bahnhof – Markt – Distelrath – Nörvenich) den Bahnhof Distelrath. Die Linien 4 und 5 verkehrten stündlich, die Linie 7 etwa alle 1,5 Stunden.
Aufgrund der Auswirkungen des Zweiten Weltkriegs musste die DKB den Gesamtverkehr im Februar 1945 einstellen. Nach Kriegsende wurde der Bahnhof Distelrath ab dem 17. September 1945 wieder von Zülpich – Nörvenich aus angefahren. Der Verkehr auf der Strecke zum Dürener Bahnhof konnte bereits am 13. August 1945 wieder aufgenommen werden. Über diese Strecke wurden auch die in Rölsdorf stationierten Straßenbahnen zur Hauptwerkstatt in Distelrath geschleppt.
Bereits kurz nach dem Zweiten Weltkrieg wurde für den Bahnhof Distelrath ein neues Stellwerk mit Lichthauptsignalen für die Ein- und Ausfahrten errichtet. Die Straßenbahnstrecke in Richtung Innenstadt konnte Ende 1947 bis zur Scharnhorststraße und 1948 wieder bis zum Markt eröffnet werden. Im Jahr 1951 wurde mit dem Neubau der Rurbrücke zwischen Birkesdorf und Mariaweiler auch die Ringbahn wieder in Betrieb genommen.
1953 wurde das alte Bahnhofsgebäude in Fachwerkbauweise durch einen Ziegelflachbau ersetzt. Im Stationsgebäude befand sich auch eine kleine Gaststätte.
Am 30. April 1963 wurde der Personenverkehr nach Nörvenich und im Dürener Stadtnetz eingestellt, was gleichzeitig das Ende der Straßenbahn bedeutete. Die Fahrleitung wurde daraufhin abgebaut. Damit endete im Bahnhof Distelrath der Personenverkehr.

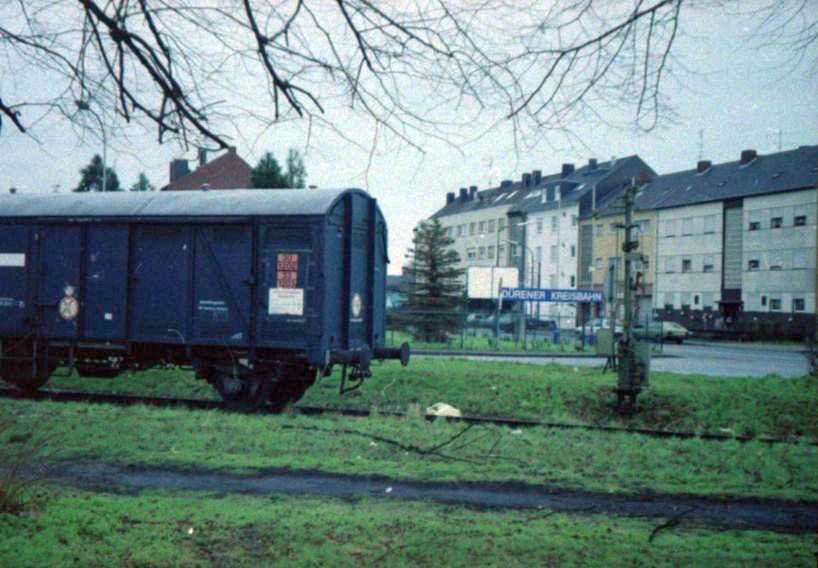
Der Bahnhof Distelrath im Jahr 1994

Auf die Einstellung des Güterverkehrs nach Nörvenich 1968 folgte die Stilllegung der Strecke. Am 28. Februar 1970 wurde auch auf der Ringbahn der Verkehr eingestellt. Die noch verbliebene Verbindungsstrecke zum Dürener Bahnhof wurde in ein Industriestammgleis umgewandelt. Die einst umfangreichen Anlagen des Distelrather Bahnhofs wurden bis auf ein Umsetz- und ein Ladegleis abgebaut. Die Bedienung des Anschlusses erfolgte bis zum 31. Januar 1971 noch durch die DKB selbst, ab dem 1. Februar 1971 übernahm die Deutsche Bundesbahn die Wagenzustellung.
Am 28. August 1969 fasste der Aufsichtsrat der DKB den Beschluss, die dringend sanierungsbedürftigen Werkstattanlagen, welche ja ursprünglich ausschließlich für die Unterhaltung von Straßenbahn- und Eisenbahnfahrzeugen gebaut wurden, nicht weiter zu renovieren. Stattdessen wurde ein komplett neuer Omnibusbetriebshof in Distelrath geplant, welcher Anfang 1978 eingeweiht werden konnte. Dieser umfasste neben der Verwaltung der DKB eine große Abstellhalle, eine Werkstatthalle, eine Waschhalle und einen Waschplatz. Auf dem Bereich der ehemaligen Gleise der Strecken nach Nörvenich und Birkesdorf wurde ein Personalparkplatz angelegt.
In den Jahren 1997 und 1998 wurde der Betriebshof der DKB größtenteils umgebaut. In eine bestehende Halle, welche ursprünglich ausschließlich für die Unterhaltung von Omnibussen gebaut und benutzt wurde, wurden zwei Gleise zur Wartung und Instandhaltung der Regiosprinter mit Gruben und einer Hebereinrichtung eingebaut. Dazu kamen im Wartungsgleis eine Waschanlage und im Instandhaltungsgleis eine gebrauchte Unterflur-Radsatzdrehmaschine. Der eigentliche Bahnhof Distelrath wurde umgebaut und mit Abstellgleisen versehen. Die alte Strecke zum Übergabebahnhof wurde dabei stillgelegt und eine neue Anbindung an den Bahnhof Düren über die Bördebahn gebaut. Zum Ausgleich für den Omnibus wurden Anbauten für Wartung und Abstellung errichtet. Die Inbetriebnahme der neuen Betriebswerkstatt für Bahnen und Busse erfolgte am 19. Januar 1998.
Im Januar 1999 wurde nach rund 15 Monaten Bauzeit das neue DKB-Center eingeweiht, welches neben der DKB das Straßenverkehrsamt des Kreises Düren und eine Außenstelle der TÜV Kraftfahrt GmbH sowie weitere Dienstleister beherbergt. Ein erklärtes Ziel das Konzepts war es, den Nutzer des motorisierten Individualverkehrs mit dem öffentlichen Personennahverkehr zu konfrontieren.

## Gegenwart

### Betriebshof der DKB
Die DKB hat seit ihrer Gründung ihren Hauptsitz am Bahnhof Distelrath. Hier befindet sich der Betriebshof für die Linienbusse der DKB. Distelrath ist außerdem Dienstort für die Busfahrer der DKB.

### Betriebswerk der Rurtalbahn
Die 2002 aus der DKB ausgegliederte Rurtalbahn GmbH hat seit ihrer Gründung den Betriebssitz in Distelrath. Das Bahnbetriebswerk und die Hauptwerkstatt für die Schienenfahrzeuge sind gleistechnisch vom Bahnhof Düren über die Ausfädelung aus der Bördebahn erreichbar.

### Buslinien
Die Buslinien 208, 276 und SB 8 des Rurtalbus haben mit der Haltestelle „Distelrath“ einen Halt in unmittelbarer Nähe des Bahnhofs. Diese befindet sich in etwa auf der Höhe des ehemaligen Bahnübergangs des Gleises zum Luftschiffhafen mit der Kölner Landstraße.
| Linie | Verlauf |
| ----- | --- |
| 208   | Düren Kaiserplatz – Distelrath – (Merzenich Rathaus –) Schöne Aussicht – Girbelsrath – Eschweiler über Feld – Nörvenich Alter Bf – Nörvenich Hommelsh. Weg – Hochkirchen – (Irresheim –) Eggersheim – Lüxheim – Gladbach – Müddersheim – Disternich – Sievernich – Bessenich – Zülpich Frankengraben – Adenauerpl./Schulzentr. |
| 276   | Düren Bf/ZOB – StadtCenter – Distelrath – Merzenich Schöne Aussicht – Golzheim – Buir / Blatzheim (– Bergerhausen – Manheim-neu – Langenich – Kerpen) |
| SB8   | Schnellbus: Düren Bf/ZOB – StadtCenter – Düren Kaiserplatz – Distelrath – Golzheim – Eschweiler über Feld – Nörvenich Alter Bf – Nörvenich Hommelsh. Weg |

## Gleise

### Bahnhof der DKB bis in die 1970er Jahre
Für den Personenverkehr gab es zwei Gleise mit Fahrleitung für die Straßenbahn auf der Westseite des Mittelbahnsteigs und ein Gleis ohne Fahrleitung auf der Ostseite desselben. Von hier fuhren die Dampfzüge in Richtung Nörvenich und Zülpich, später die Triebwagen nach Birkesdorf-Süd und Mariaweiler. Daneben hatte der Bahnhof umfangreiche Gleisanlagen für den Güterverkehr sowie zahlreiche Anschlussgleise.
Der Bahnhof hatte in den 1930er Jahren folgende Gleise:
- Gleis 1: Hauptgleis für Personenzüge (elektrischer Betrieb) von und nach Merzenich sowie von und ins Stadtnetz (Straßenbahn), nutzbare Länge 180 m
- Gleis 2: Hauptgleis für Personenzüge (Dampfbetrieb) von und nach Nörvenich, 1951–55 auch von und in Richtung Birkesdorf (Ringbahn), nutzbare Länge 136 m
- Gleis 2a: Auszieh- und Umsetzgleis (von 1915 bis Anfang der 1930er Jahre Anschluss zur Luftschiffhalle Düren)
- Gleise 3: Güterzuggleis (Hauptgleis), nutzbare Länge 136 m
- Gleise 4: Güterzuggleis (Hauptgleis), nutzbare Länge 210 m
- Gleis 5: Ladestraße, nutzbare Länge 130 m
- Gleis 6: Kreuzungs- und Umsetzgleis (Hauptgleis) für Personenzüge (elektrischer Betrieb) von und nach Merzenich sowie von und ins Stadtnetz (Straßenbahn), nutzbare Länge 180 m
- Gleise 7+8: Stumpfgleise (Güterverkehr), nutzbare Länge 180 m
- Gleise 9A–F: Betriebswerkstätte und Wagenhalle für die Straßenbahn
- Gleis 10: Zufahrt zum Lokschuppen und nach Gleis 12
- Gleise 10a+b: Lokschuppen
- Gleise 11: Stumpfgleis (Güterverkehr), nutzbare Länge 80 m
- Gleise 12: Stumpfgleis (Betriebswerkstatt)

Die Gleise 1, 6 und 9A–F waren mit elektrischer Oberleitung versehen.
Daneben gab es folgende Anschlussgleise:
- Bauchmüller
- Buirer Bezugs- und Absatzgenossenschaft
- Kabza
- Lövenich

Der Bahnhof hatte ein Stellwerk, von dem aus die Weichen in die Hauptgleise 1–4 und 6, die Einfahrsignale „B“ (vom Übergabebahnhof), „C“ (von Merzenich) und „D“ (von Birkesdorf) sowie das Zwischensignal „A“ (von Merzenich beziehungsweise Birkesdorf) bedient wurden.

### Abstellanlage und Werkstatt der Rurtalbahn ab 1998
Die Abstellanlage Distelrath der Rurtalbahn besitzt drei Abstellgleise mit einer Nutzlänge von 131 m, 80 m und 168 m. Die Bahn-Betriebswerkstatt mit Anschluss zu den Abstellgleisen in Distelrath bietet eine Werkhalle mit zwei Gleisen. Diese haben jeweils 90 m Nutzlänge.